# 埃纳尔·斯文松
埃纳尔·斯文松（瑞典語：Einar Svensson，1894年9月27日—1959年3月20日），瑞典男子足球、冰球、班迪球运动员。他曾代表瑞典国家队参加1920年夏季奥林匹克运动会冰球比赛，获得第四名。